# Incidents de sécurité impliquant Donald Trump
Pour un article plus général, voir Donald Trump.
 (août 2024).

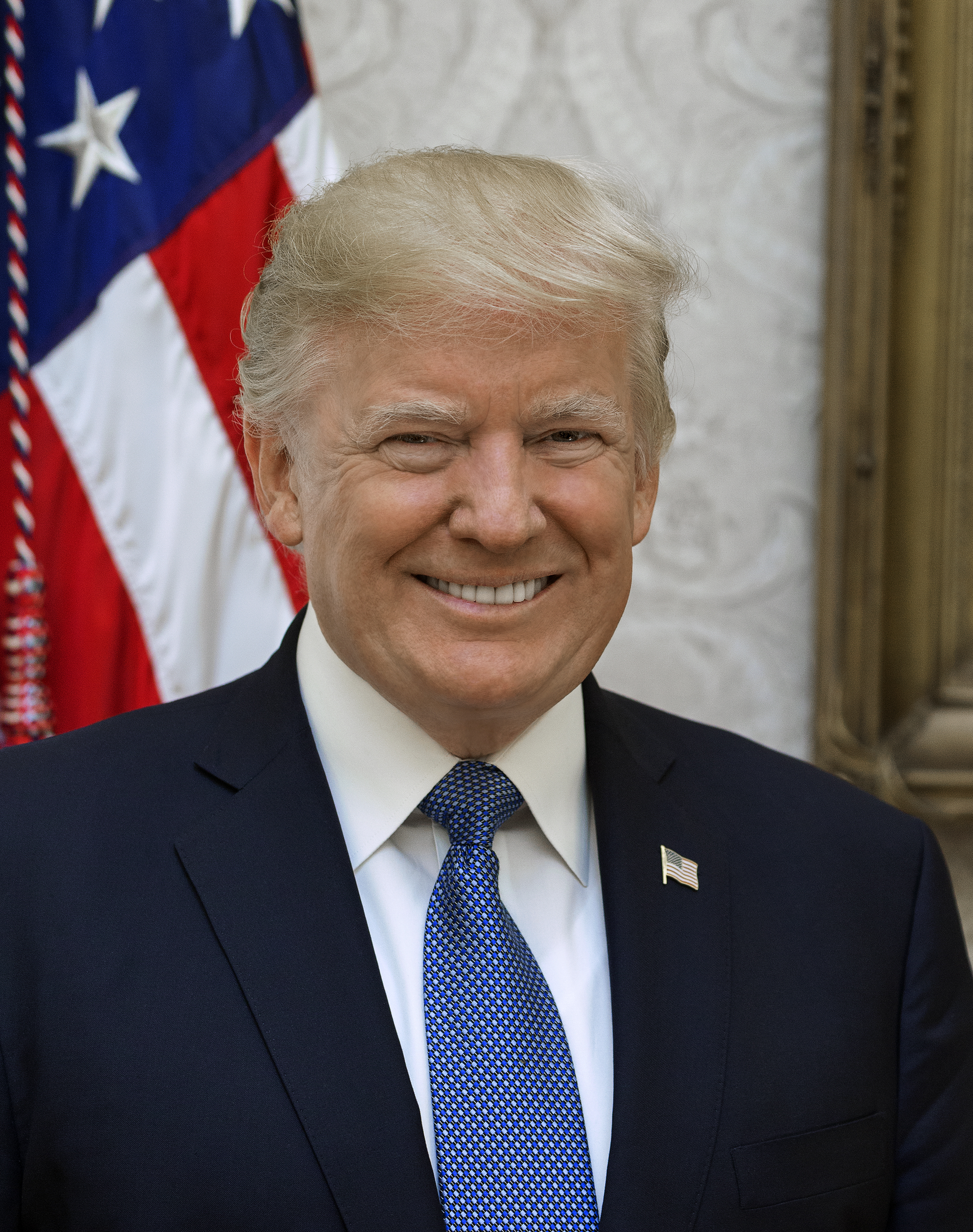
Portrait de Trump, 2017

Donald Trump a été impliqué dans des incidents de sécurité avant, pendant et après son mandat, notamment des menaces et des tentatives d'assassinat. La première tentative connue a eu lieu avant que Trump ne soit le candidat républicain, lors d'un discours avant l'élection présidentielle de 2016. Le dernier incident en date était une tentative d'assassinat lors d'un meeting lors de l'élection présidentielle de 2024.

## Incident du meeting de Las Vegas en juin 2016
Le 18 juin 2016, Trump donnait un meeting au Treasure Island Hotel and Casino de Las Vegas, dans le Nevada, dans le cadre de sa campagne présidentielle. Pendant le discours, Michael Steven Sandford, un britannique de 20 ans, a tenté de s'emparer du pistolet d'un officier de la police métropolitaine de Las Vegas. L'officier a rapidement maîtrisé l'individu, qui a été arrêté et remis aux services secrets américains, où il a exprimé son désir d'assassiner Trump. Sandford a été condamné à 12 mois d'emprisonnement, ainsi qu'à une amende de 200 dollars. Après être devenu éligible à une libération anticipée, Sandford a été libéré et expulsé vers le Royaume-Uni en mai 2017.

## Alerte au pistolet de novembre 2016
Le 5 novembre 2016, trois jours avant l'élection présidentielle, Trump s'exprimait lors d'un meeting à Reno, dans le Nevada, lorsqu'un homme dans la foule a crié « gun (pistolet en français) ». En raison de cet incident, Trump a été précipité hors de la scène par la sécurité, et l'homme a été plaqué par des membres de la foule. L'individu, identifié comme Austyn Daniel Crites, 33 ans, a été maîtrisé par des agents des services secrets et fouillé, et n'était pas armé. Crites, un républicain opposé à Trump, brandissait peu avant une pancarte indiquant « les républicains contre Trump ». Crites a déclaré que d'autres avaient tenté de saisir la pancarte et le huaient. Une fois la scène dégagée et identifiée comme sûre, Trump est revenu sur scène quelques minutes plus tard et a terminé son discours sans incident,.

## Tentative de meurtre au chariot élévateur en 2017
Le 6 septembre 2017, à Mandan, dans le Dakota du Nord, Gregory Lee Leingang vole un chariot élévateur dans une raffinerie de pétrole et tente de le conduire vers le cortège présidentiel alors que Trump était en visite pour rallier le soutien du public. Après que le chariot élévateur se soit retrouvé coincé dans la raffinerie, il s'est enfui à pied et a été arrêté par la police qui le poursuivait. Lors de son entretien en détention, Leingang a admis son intention d'assassiner le président en renversant la limousine présidentielle avec le chariot élévateur volé, à la surprise des autorités, qui soupçonnaient qu'il volait simplement le véhicule pour son usage personnel. Leingang a plaidé coupable de tentative d'attaque, de vol du chariot élévateur, des accusations liées et de plusieurs autres crimes sans rapport le même jour. En raison de ses actes, il a été condamné à 20 ans de prison. Son avocat a constaté une « grave crise psychiatrique »,.

## Tentative de ricine en 2018
Le 1er octobre 2018, une enveloppe contenant de la ricine a été envoyée à Trump avant d'être découverte par les services postaux. Plusieurs autres lettres ont été envoyées au Pentagone, toutes étiquetées sur le devant avec l'inscription « Jack and the Missile Bean Stock Powder ». Deux jours plus tard, le 3 octobre, un vétéran de la marine de l'Utah âgé de 39 ans, William Clyde Allen III, a été arrêté et inculpé d'un chef d'accusation d'envoi de menaces contre le président et de cinq chefs d'accusation d'envoi de communications menaçantes à un officier ou à un employé de l'armée américaine. Allen a plaidé non coupable à toutes les accusations.

## Tentative de ricine en 2020
Le 20 septembre 2020, une femme nommée Pascale Cécile Véronique Ferrier a été arrêtée à Buffalo, dans l'état de New York, alors qu'elle tentait de traverser la frontière canadienne. Ferrier, qui est canadienne, a écrit dans une lettre à base de ricine adressée à Trump qu'il devrait se retirer de l'élection présidentielle de 2020, tout en le traitant de « vilain clown tyran ». Elle est accusée de huit chefs d'accusation, chacun concernant les armes biologiques et de menaces via le commerce interétatique, et risque la prison à vie,. Le 17 août 2023, un tribunal américain la condamne à près de 22 ans de prison pour avoir envoyé une lettre contenant de la ricine mortelle à Donald Trump.

## Complot d'enlèvement de Gretchen Whitmer en 2020
En octobre 2020, Barry Croft Jr., un homme du Delaware arrêté pour son implication dans le complot d'enlèvement contre la gouverneure du Michigan Gretchen Whitmer, inscrit Trump dans une liste d'hommes politiques qu'il veut pendre. En décembre 2022, Croft a été condamné à 19 ans de prison.

## Tentative d'assassinat de juillet 2024
Le 13 juillet 2024, un homme de 20 ans nommé Thomas Matthew Crooks tire sur Donald Trump depuis une position élevée à l'extérieur du lieu alors que l'ancien président organisait un meeting près de Butler, en Pennsylvanie. Trump a été blessé et saignait de l'oreille droite après la fusillade. L'assaillant, ainsi qu'un participant au meeting, ont été tués, tandis que deux autres ont été blessés.

## Fusillade du Trump International Golf Club
Le 15 septembre 2024, alors que Donald Trump joue au golf sur son parcours du Trump International Golf Club de West Palm Beach, non loin de sa résidence de Mar-a-Lago, en Floride, une fusillade entre les Secret Service et une personne a lieu à proximité (entre 300 et 500 mètres) de l'ancien président américain,. Le FBI évoque dans un communiqué une possible « tentative d'assassinat »,. Un fusil de type AK-47, avec une lunette, une caméra GoPro, deux sacs à dos et du matériel d’enregistrement vidéo sont retrouvés dans un buisson,. Le suspect, un homme de 58 ans, alors au volant d'un véhicule Nissan noir, identifié comme Ryan Wesley Routh et domicilié à Hawaï, est arrêté,,.